# Tony Danza
Tony Danza, pseudonimo di Anthony Salvatore Iadanza (New York, 21 aprile 1951), è un attore ed ex pugile statunitense.

## Biografia
Anthony è nato a Brooklyn, New York in una modesta famiglia di origine italiana, composta dalla madre Anne Cammisa, dal padre Matty Iadanza, e in seguito da un fratello più giovane di nome Matty Jr. I genitori sono entrambi deceduti per cancro. Il Padre era originario di Pietrelcina, in provincia di Benevento. 
Pugile professionista nella categoria dei pesi medi, ha indossato i guantoni per tre anni (1976-79), dopodiché si è dedicato alla recitazione.
Ha preso parte a diversi musical, tra cui Honeymoon in Vegas a Broadway nel 2015.
Il suo nome ha ispirato quello del gruppo mathcore The Tony Danza Tapdance Extravaganza

## Vita privata
Nel 1970 ha sposato Rhonda Yeoman da cui ha avuto un figlio, Marc Anthony (1971). La coppia ha divorziato nel 1974; anni dopo i due sono tornati insieme e hanno convissuto avendo poi una figlia, Gina (1983), ma in seguito si sono nuovamente lasciati.
Nel 1986 ha sposato la produttrice Tracy Robinson da cui ha avuto due figlie: Katie (1987) e Emily (1993). La coppia si è separata nel 2006 ma ha divorziato solo sette anni dopo.
Suona il pianoforte e l'ukulele.

## Filmografia parziale

### Cinema
- The Hollywood Knights, regia di  Floyd Mutrux (1980)
- Going Ape!, regia di Jeremy Joe Kronsberg (1981)
- La corsa più pazza d'America n. 2 (Cannonball Run II), regia di Hal Needham (1984)
- Mr. Thompson and His Bananas (1988)
- Giù le mani da mia figlia! (She's Out of Control), regia di Stan Dragoti (1989)
- I'm from Hollywood, regia di Lynne Margulies e Joe Orr (1989)
- Angels (Angels in the Outfield), regia di William Dear (1994)
- Love to Kill (The Girls Gets Moe), regia di James Bruce (1997)
- Glam, regia di Josh Evans (1997)
- Campione per caso (The Garbage Picking Field Goal Kicking Philadelphia Phenomenon), regia di Tim Kelleher (1998)
- Crash - Contatto fisico (Crash), regia di Paul Haggis (2004)
- Don Jon, regia di Joseph Gordon-Levitt (2013)
- Sebastian Says, regia di Scott Ellis (2016)
- Darby Harper - Consulenza fantasmi (Darby and the Dead), regia di Silas Howard (2022)

### Televisione
- Taxi – serie TV, 114 episodi (1978-1983)
- Fuga dalla realtà (Doing Life), regia di Gene Reynolds – film TV (1986)
- Casalingo Superpiù (Who's the Boss?) – serie TV (1984-1992)
- Freedom Fighter, regia di Desmond Davis – film TV (1988)
- Deadly Whispers regia di Bill L. Norton – film TV (1995)
- Hudson Street – serie TV, 22 episodi (1995-1996)
- La parola ai giurati (12 Angry Men), regia di William Friedkin – film TV (1997)
- In tribunale con Lynn (Family Law) – serie TV, 25 episodi (2000-2002)
- Truffa a Natale (Stealing Christmas), regia di Gregg Champion – film TV (2003)
- The Good Cop – serie TV, 10 episodi (2018)
- Blue Bloods – serie TV, episodio 12x14 (2022)
- Power Book III: Raising Kanan – serie TV, 14 episodi (2022-2025)
- And Just Like That... – serie TV, episodi 2x02-2x03 (2023)

## Doppiatori italiani
Nelle versioni in italiano delle opere in cui ha recitato, Tony Danza è stato doppiato da:
- Massimo Rossi in Casalingo Superpiù, Angels, Truffa a Natale, Darby Harper - Consulenza fantasmi
- Maurizio Fardo in Taxi
- Marco Mete in Giù le mani da mia figlia!
- Antonio Sanna in La parola ai giurati
- Sandro Acerbo in In tribunale con Lynn
- Ennio Coltorti in Don Jon
- Pasquale Anselmo in The Good Cop
- Luca Dal Fabbro in Blue Bloods